# Spoorlijn Hamburg-Wilhelmsburg - Peute
De spoorlijn Hamburg-Wilhelmsburg - Peute is een Duitse spoorlijn in Hamburg en is als spoorlijn 1290 onder beheer van DB Netze.

## Geschiedenis
Het traject werd door de Preußische Staatseisenbahnen geopend in 1903.  

## Treindiensten
De lijn is alleen in gebruik voor goederenvervoer.

## Aansluitingen
In de volgende plaatsen is of was er een aansluiting op de volgende spoorlijnen:
Hamburg-Wilhelmsburg
DB 1254, spoorlijn tussen Hamburg-Wilhelmsburg en Hamburg Hohe Schaar
DB 1255, spoorlijn tussen Maschen en Hamburg Süd